# تمرد كومول
تمرد كومول، انتفاضة للإيغور دامت من العام 1930 حتى 1934 بالتواطئ مع عضو جماعة ما المسلمة الجنرال الصيني الهوي المسلم ما تشونغ يينغ للإطاحة بحاكم سنجان، جين شورن. دان إيغور كومول بالولاء لخاقانية كومول وتشوّفوا لإعادة تنصيب وريث الخاقانية والإطاحة بجين. بالتزامن مع ذلك أراد الحزب القومي الصيني (الكومينتانغ) خلع جين بسبب صلاته مع الاتحاد السوفييتي، وهكذا وافق على العملية مع الادعاء أنه يعترف بجين حاكمًا. تطور التمرد فيما بعد إلى صراع امتد على نطاق واسع بعدما أشعل إيغور ختن انتفاضة أخرى طلبًا للاستقلال، بالتنسيق مع المتمردين القيرغيز. انتفضت عدة مجموعات، ولكنها لم تتحد فيما بينها (بل واحترب بعضها فيما بينهم). يُعتبر الجزء الأكبر من الانتفاضة هو الذي قاده الجنرال ما تشونغ يينغ ضد حكومة سنجان، وتلقى دعمًا من شيانج كاي شيك، رئيس جمهورية الصين، لموافقته السرية على استيلاء تشونغ يينغ على سنجان.

## خلفية الأحداث
تولى الحاكم جين شورن (تشين شو-جين) مقاليد السلطة بُعيد اغتيال حاكم سنجان يانغ شينجين (يانغ تسينغ-سن) في العام 1928. اكتسب شورن سمعة سيئة نظرًا لعدم تسامحه مع المجموعات العرقية التركية واستعدائهم بشكل علني. شملت إجراءاته العنصرية وضع قيود على حركتهم، وفرض ضرائب باهظة عليهم، ومصادرهم أملاكهم بلا سند قانوني، وحملات إعدام متتالية ضدهم بتهم الجاسوسية أو الخيانة. ضم جيش شورن المحلي قادة مسلمين مثل ما شاوءُ.
في العام 1930، بسط جين سيطرته على خاقانية كومول التي كانت دولة صغيرة شبه مستقلة تقع على حدود سنجان. تعرضت أراضي الكوموليين المحتلة حديثًا إلى المصادرة ومُنحت للمستوطنين الصينيين. تبعًا لذلك، اندلعت انتفاضتهم في 20 فبراير 1930، وقتل أهل تلك الأراضي العديد من المستوطنين الصينيين. لاحت نُذر اتساع الانتفاضة في سائر أرجاء الإقليم. التمس يولبارس خان، المستشار في بلاط كومول، التمس مساعدة جماعة ما بقيادة ما تشونغ يينغ الذي كان أمير حرب في مقاطعة غانزو في جهود الإطاحة بجين واستعادة الخاقانية.
زحفت قوات ما نحو كومول وحاصرت القوات الحكومية فيها. رغم انتصاراته في غيرها من الأماكن، لم ينجح ما في اقتحام المدينة. انسحب ما بقواته نحو غانزو بعد تعرضه للإصابة في أكتوبر في معركة قاتل فيها ضمن قوات جين 250 مقاتلًا روسيًا من المهاجرين البيض كان جين قد جندهم من وادي نهر إيلي (حيث استقروا بعد انتصار البلاشفة في الحرب الروسية الأهلية). بقي ما في غانزو حيث رعته صحيًا كل من ميلدرد كيبيل والأختين فرانسيكا وإيفا فرينش، إذ أبقاهم رهائن حتى تعافى تمامًا. أدى ذلك إلى ترك مسلمي سنجان وحيدين في معركتهم ضد جين.
عقد ما تشونغ يينغ اتفاقًا سريًا مع الحزب القومي الصيني –في حال انتصاره في سنجان، يعترف الكومنتانغ به حاكمًا.
خلال القتال، ارتكبت قوات ما فظائع في سنجان بحق المدنيين الصيينين الهان والإيغور في الآن ذاته. جند ما الهان والإيغور ضمن جيشه وقودًا للحرب، في حين اقتصرت مناصب القيادة على الهوي. زعم الاتحاد السوفييتي وشينغ شيكاي أن اليابانيين دعموا ما تشونغ يينغ وزعموا أنهم ألقوا القبض على ضباط يابانيين عاملين في جيشه. بالرغم من تلك المزاعم، فقد أعلن ما ولاءه رسميًا للحكومة الصينية في نانجينغ.
يردّ بعض الكتاب السبب الرئيسي للتمرد إلى إجبار ضابط صيني من الهان امرأة إيغورية على الزواج منه.

## الدعم السوفييتي لحكومة مقاطعة سنجان
في سبتمبر 1931 اشترى جين طائرتين من الاتحاد السوفييتي بسعر 40 ألف دولار مكسيكي فضي لكلّ منهما. كانت الطائرتان مزودتين بمدافع رشاشة وقنابل، ويقودهما طيارون روس. في أكتوبر 1931 وقع جين معاهدة سرية مع الاتحاد السوفييتي أدت إلى قمع سريع لتمرد كومول وكسر قوات المقاطعات لحصار كومول في 30 نوفمبر 1931. تلقى جين شورن ائتمانات ذهبية كبيرة من الحكومة السوفييتية للحصول على الأسلحة والعتاد من الجيش السوفييتي، وتسهيل افتتاح وكالات التجارة السوفييتية في ثماني مدن إقليمية، هي: ينينغ، وتاتشتغ، وألطاي، وأورومتشي، وكاراشهر، وكوتشا، وأقسو، وكاشغر، وياركند، وختن. اكتشف الحزب القومي الصيني الكومينتانغ هذا الأمر في العام التالي وهكذا قرر دعم ما تشونغ يينغ علانية في حربه ضد جين شورن.